# Hipercà

Anatomia d'un cicló tropical: bandes de pluja concèntriques, l'ull i la seva paret. Les fletxes mostren el moviment de l'aire i els núvols.

Hipercà és una classe hipotètica de cicló tropical extrem que es podria formar si la temperatura de l'oceà arribés al voltant dels 50 °C; 15 °C més que la temperatura més càlida registrada en un oceà. Aquest increment podria presentar-se a causa de l'impacte d'un gran asteroide o cometa, un gran volcà, una erupció supervolcànica o l'escalfament global generalitzat. Existeix certa especulació que diu que una sèrie d'hipercans deguts a l'impacte d'un asteroide gran o un cometa contribuïren a l'extinció dels dinosaures. El terme va ser creat per Kerry Emanuel el 1994 per a designar un hipotètic cicló tropical. El terme va ser creat pel científic americà Kerry Emanuel el 1994 a la Massachusetts Institute of Technology.

## Descripció física

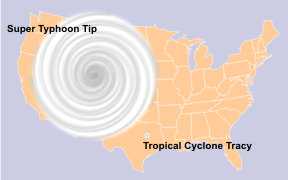
Les mides relatives del tifó Tip, el cicló Tracy i els Estats Units. Un hipercà podria cobrir tot el continent nord-americà.

La velocitat del vent dels hipercans seria de més de 800 km/h i la pressió central de menys de 700 hPa, permetent-los tenir una vida útil molt llarga. Comparativament, el cicló més extens i més intens registrat va ser el Tifó Tip de 1979 que provocà una velocitat del vent de més de 300 km/h i una pressió central de 870 hPa.
Les condicions extremes necessàries per crear un hipercà possiblement podrien produir un sistema fins a la mida de d'Amèrica del Nord, creant marors ciclòniques de 18 metres i un ull de gairebé 300 km de diàmetre. Les aigües podrien mantenir-se prou calentes durant setmanes, permetent que es formessin més d'un hipercà. Els núvols de l'hipercà podria arriba als 30 km a l'estratosfera. Aquesta tempesta intensa també podria danyar la capa d'ozó de la Terra. Les molècules d'aigua a l'estratosfera reaccionarien amb l'ozó per a accelerar la descomposició en O₂ i reduir l'absorció de la llum ultraviolada.